# Матыра (село)
Матыра — село в городском округе Луховицы Московской области.

## География
Находится в юго-восточной части Московской области на расстоянии приблизительно 5 км на запад по прямой от окружного центра города Луховицы.

## История
Известно с 1597 года. В 1780 году в селе была построена каменная церковь во имя Иоанна Богослова. Село было помещичьим, в число владельцев входили Кутузовы, Азаров-Храпов и Григоров. В 1859 году 51 двор, в 1906 — 86. В период 2006—2017 годов входило в состав Астаповского сельского поселения.

## Население
Постоянное население составляло 324 человека (1859), 721 (1906), 936 в 2002 году (русские 91 %), 988 в 2010.